# Regent (bestuurder)

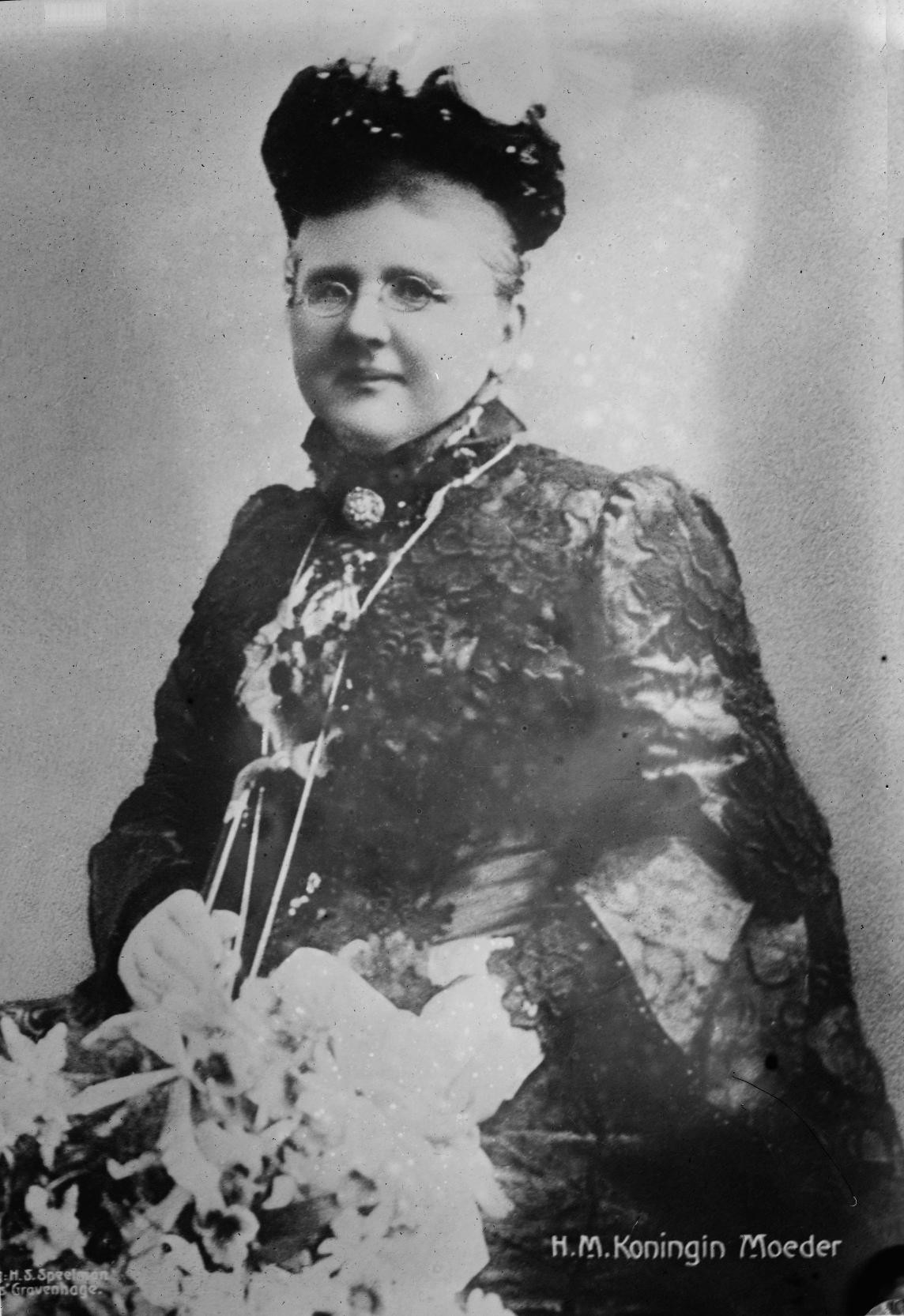
Koningin-regentes Emma

Een regent is een bestuurder die al dan niet namens een andere persoon of personen optreedt. De aanduiding was lange tijd gangbaar voor bestuurders of leden van de bestuursraden van meestal religieuze of andere private instellingen van openbaar nut, zoals ziekenhuizen, armenhuizen en andere kerkelijke, educatieve en charitatieve instellingen, genootschappen.
In België is de titel blijven bestaan voor de leden van een adviesorgaan van de Nationale Bank van België, bestaande uit vertegenwoordigers van sociaal-economische belangengroepen zoals de sociale partners.

## Monarchie
Het bekendst is de staatkundige toepassing, waar de officiële regent de monarchale functies en waardigheid waarneemt namens een minderjarige, krankzinnige of anderszins regeringsverhinderde vorst of vorstin.
Zo was in de 18e eeuw Filips van Orléans regent van Frankrijk toen Lodewijk XV nog minderjarig was, en in de 19e eeuw George, prins van Wales regent van het Verenigd Koninkrijk toen George III krankzinnig was.
In België was prins Karel regent tijdens de Koningskwestie, de politieke vraag of koning Leopold III na de Tweede Wereldoorlog kon terugkeren uit ballingschap.
Een vrouwelijke regent wordt regentes genoemd. Zo regeerde Maria de' Medici in 1610 als regentes over Frankrijk toen haar zoon, Lodewijk XIII, nog minderjarig was. 
In Nederland was Emma van Waldeck-Pyrmont regentes tijdens de laatste levensdagen van koning Willem III en tijdens de minderjarigheid van koningin Wilhelmina. Ook koningin Juliana was tot twee keer toe regentes.

## Andere betekenissen
Daarnaast wordt regent ook gebruikt als generische (algemene) term voor al wie regeert, vorstelijk of republikeins.
Soms werd een landvoogd ook regent genoemd. In dat geval was de regent de vertegenwoordiger van een vorst of vorstin, die in een ander land verbleef.
Daarbij past het koloniaal gebruik voor inlandse hoge adel die wordt ingeschakeld in 'indirect rule', zoals op grote schaal gebeurde in Nederlands-Indië (waar ze ook expliciet regenten werden genoemd) en vooral in Brits-Indië.
In Nederland hadden regenten de leiding over een hofje. Zij overzagen de financiën, verbouwingen, of het bouwen van nieuwe kamers. De dagelijkse leiding lag echter vaak bij een plaatsvervanger, zij onderhield ook contacten tussen bewoners en de regenten. De regenten kwamen eens in de zoveel tijd bijeen in de regentenkamer.
Ten slotte is regent ook de benaming voor de grootste diamant in de kroon van een soeverein.